# 4765 Васербург
4765 Васербур (4765 Wasserburg) је астероид са средњом удаљеношћу од Сунца која износи 1,945 астрономских јединица (АЈ).
Апсолутна магнитуда астероида је 14,1.